# Physocephala spheniformis
Physocephala spheniformis är en tvåvingeart som beskrevs av Camras 1957. Physocephala spheniformis ingår i släktet Physocephala och familjen stekelflugor. Inga underarter finns listade i Catalogue of Life.